# Basque unifié
Pour les articles homonymes, voir Basque.

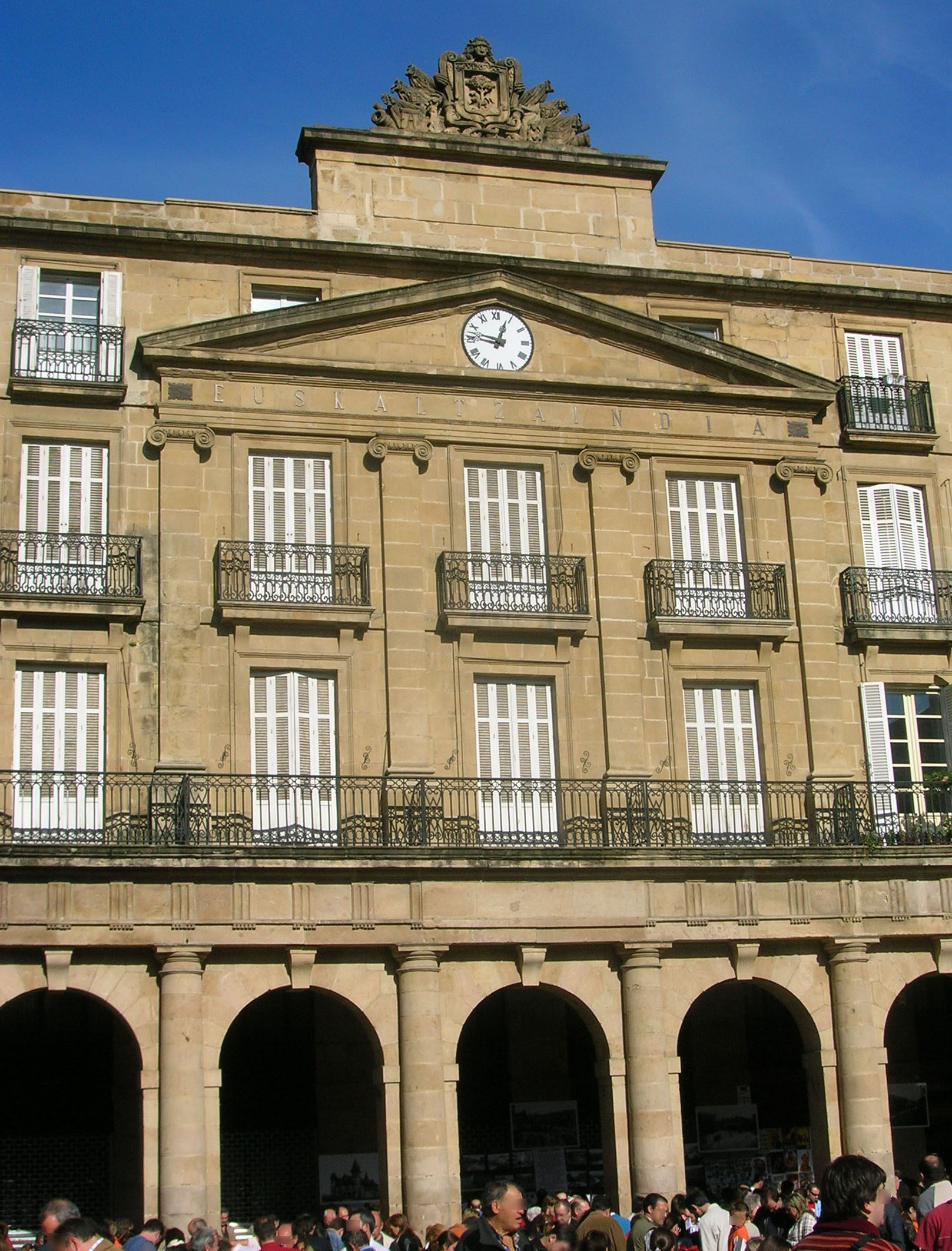
Siège central dEuskaltzaindia

En vert, le basque unifié coofficiel avec l'espagnol

Le basque unifié (euskara batua ou plus simplement batu  ou batua) est une koinè, la forme standard de la langue basque utilisée dans l'ensemble du Pays basque.
Créé à l'été 1968 dans un contexte de multilinguisme et une forte domination diglossique, le "batua" est une des représentations identitaires, qui au nom de la récupération de langue, se veut un symbole d'unicité. Actuellement, le basque unifié investit tous les secteurs formels tels que les émissions de radio-télévision, presse écrite, Internet, recherche, enseignement, littérature, administration, etc. Il est parlé par environ 40 % des bascophones, un autre tiers l'utilise avec un des dialectes. Encadré et créé lors du congrès d'Arantzazu par l'Académie de la langue basque ou Euskaltzaindia, le basque unifié utilise une orthographe et des règles de grammaire communes, acceptées comme norme de la langue écrite.
Parmi plusieurs dialectes, qui constituent un substrat structural maximal permettant l'unification linguistique, le basque unifié est construit principalement sur les dialectes du centre tels que le guipuscoan essentiellement, et le navarro-labourdin. Il a également ses racines dans le labourdin classique du XVIIe siècle, précurseur de la littérature basque, et son lexique du triangle géographique entre Sare (Labourd), Elizondo (Navarre) et Beterri (Guipuscoa). 
En Espagne, le basque unifié est une langue coofficielle, avec l'espagnol, de la Communauté autonome basque et dans le tiers nord de la Navarre. En France, il n'a aucun statut légal, la seule langue reconnue par la constitution étant le français.

## Histoire

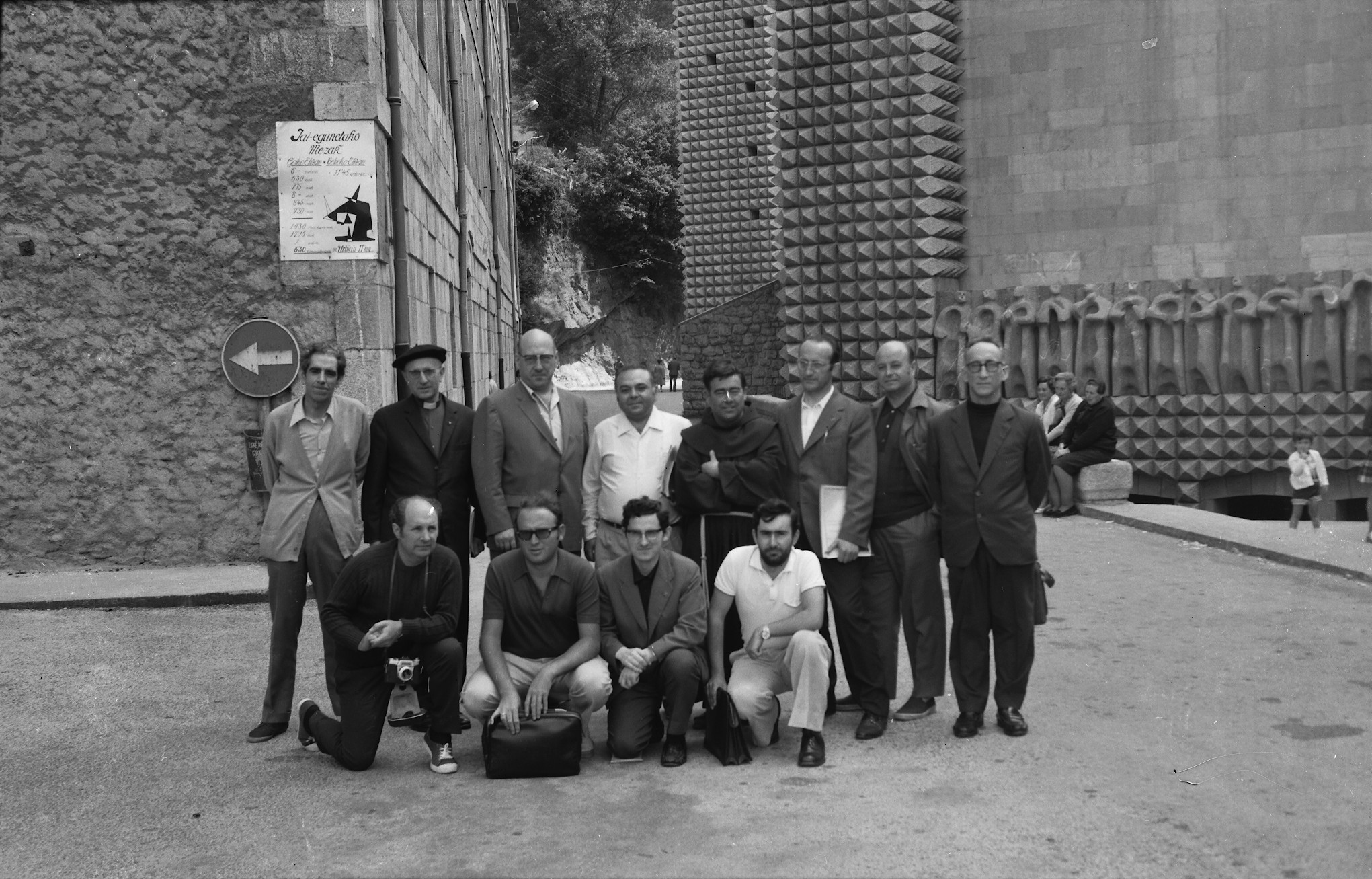
Des membres de lEuskaltzaindia réunis au sanctuaire d'Arantzazu en 1972.
Haut de gauche à droite : Koldo Mitxelena, Iratzeder, Jean Haritschelhar, Alfonso Irigoien, Luis Villasante, Jose Mari Satrustegi, Patxi Altuna et Imanol Berriatua. Bas : Juan San Martin, Jose Luis Lizundia, Joseba Intxausti et Xabier Kintana.

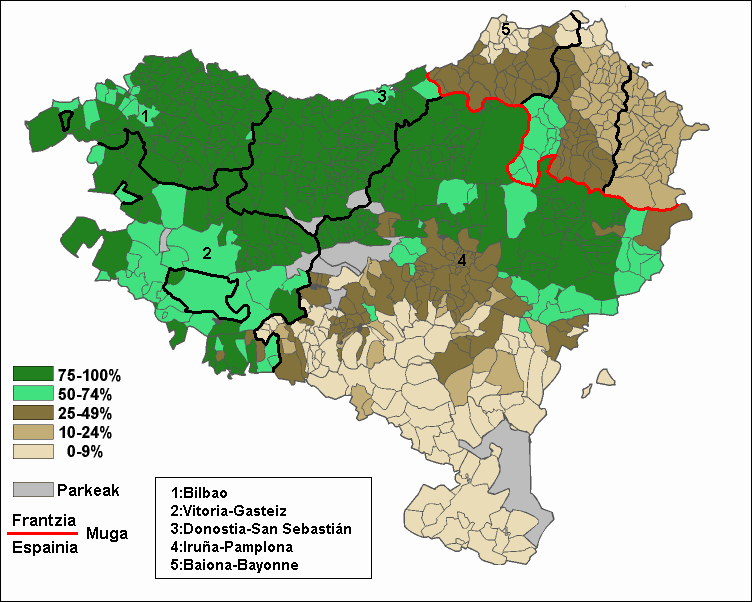
Pourcentage d'élèves inscrits avec une scolarité en basque.

Des siècles durant, le basque ayant subi la forte pression, de part et d'autre des Pyrénées, des langues espagnole et française, et même frôlé l'extinction sous la dictature franquiste, l'Académie ressentit la nécessité de créer un parler unifié, afin que la langue ait de meilleures chances de survivre.
En 1968, le congrès d'Arantzazu définit des lignes directrices pour atteindre cet objectif d'une manière systématique (lexique, morphologie, déclinaisons et orthographe). L'étape suivante fut franchie en 1973 avec la proposition de normalisation des règles de conjugaison.
Les débats qu'a fait naître ce nouvel ensemble de règles (1968 - 1976) n'ont pas empêché le basque unifié d'être de plus en plus présent dans l'enseignement, les médias et l'administration (1976 - 1983), dans le contexte de l'éclosion d'un gouvernement régional (Statut d'autonomie en Euskadi, 1979; Aménagement de la Charte de Navarre, 1982).
Cette unification a indéniablement permis de donner un nouvel élan à une langue proche de l'extinction. 
La langue basque comporte une grande diversité dialectale. Pour pallier le manque d'intercompréhension entre locuteurs de dialectes éloignés, l'Académie de la langue basque a mis en place vers la fin des années 1960 un basque unifié. Engagée dans un processus de standardisation, d'unification et d'un développement du corpus, ce dialecte commun et nouvelle variété de basque cohabite avec chacun des dialectes dans un espace où se côtoient les bascophones natifs (euskaldun zahar) et les néo-locuteurs (euskaldun berri),. Si sur le plan linguistique, le basque unifié est une forme de basque au même titre que chacun des autres dialectes, d'un certain point de vue, et part son statut officiel, on peut le comparer à une langue comme le français.

## Dialectes basques
Les sept dialectes suivants, parlés dans les diverses régions basques en Espagne et en France, sont des dialectes « naturels » ayant servi de base à l'euskara batua. Principalement utilisés dans la région qui leur a donné son nom, ils possèdent de nombreuses similarités linguistiques. L'existence de dialectes prouve la longévité d'une langue durant des siècles. L'aquitain était un dialecte basque qui a disparu au profit du gascon, en Gascogne.
- Espagne
  - Biscayen
  - Guipuzcoan
  - Haut-navarrais
    - Haut-navarrais méridional
    - Haut-navarrais septentrional

  - Roncalais
- France
  - Souletin
- France et Espagne
  - Labourdin
  - Bas-navarrais
    - Bas-navarrais oriental
    - Bas-navarrais occidental